# ريج تورنبول
ريج تورنبول (بالإنجليزية: Reg Turnbull)‏ هو طبيب عسكري وسياسي أسترالي، ولد في 21 فبراير 1908 في شانغهاي في الصين، وتوفي في 17 يوليو 2006 في ملبورن في أستراليا. حزبياً، نشط في حزب العمال الأسترالي. وقد انتخب عضو مجلس نواب تسمانيا عن دائرة Division of Bass (state) ‏ (23 نوفمبر 1946 – 30 أكتوبر 1961) وانتخب عضو مجلس الشيوخ الأسترالي ‏ عن دائرة Tasmania ‏ (1 يوليو 1962 – 11 أبريل 1974).